# 小島芳夫
小島 芳夫（こじま よしお、1935年（昭和10年）10月3日 - ）は、日本のフィールドホッケー選手。1960年ローマオリンピックで男子トーナメントに出場した。 